# Конюс, Георгий Эдуардович
Гео́ргий Эдуа́рдович Коню́с (18 [30] сентября 1862, Москва — 29 августа 1933, Москва) — русский и советский теоретик музыки, композитор и педагог. Сын француза Эдуарда Конюса, брат Льва и Юлия Конюсов, отец Наталии Конюс. Принял российское подданство в 1904 году. Заслуженный деятель искусств РСФСР (1927).

## Биография и творчество
Музыке учился сначала у отца, а затем, по окончании реального училища, в Московской консерватории, курс которой окончил в 1889 году как композитор (в классе А. С. Аренского; теорией музыки занимался у С. И. Танеева, фортепиано у П. А. Пабста).
В 1891—1899 гг. преподаватель гармонии и инструментовки в Московской консерватории. В 1904—1906 гг. директор музыкально-драматического училища Московского филармонического общества. В 1912—1919 гг. преподавал в Саратовской консерватории (с 1918 профессор, в 1917—1919 директор). В 1920 году возглавил секцию специального музыкального образования Главпрофобра. С 1920 до конца жизни — профессор Московской консерватории (преподавал музыкальную форму; в 1922—1929 также декан композиторского факультета). В 1921—1931 руководитель Лаборатории метротектонического анализа Государственного института музыкальной науки (ГИМНа). Заслуженный деятель искусств РСФСР (1927).
Главные сочинения Конюса-композитора — сюита «Из детской жизни», кантата в память императора Александра III, симфоническая поэма «Из мира иллюзий», фортепианные пьесы (сюита и «Feuillets d’album»), балет «Даита» и Концерт для контрабаса fis-moll, op.29.
Автор пособий по элементарной теории музыки, гармонии, полифонии, инструментовке, среди которых «Пособие к практическому изучению гармонии» (1894), «Сборник задач по элементарной теории» (4-е изд., 1902), «Дополнение к сборнику задач» (1896), «Синоптическая таблица элементарной теории музыки» (1891). Перевёл (с французского языка) и откомментировал «Руководство к практическому изучению инструментовки» Э.Гиро (1892). Как музыкальный критик, сотрудничал с несколькими русскими периодическими изданиями («Московские ведомости», «Русское слово», «Утро России» и др.).
В 1933 г. опубликовал трактат «Как исследует форму музыкальных организмов метротектонический метод», содержащий оригинальное учение о музыкальной форме (т. наз. метротектонизм), которое Конюс считал универсальным, проявляющим себя в равной степени и в композиторской и в народной музыке. Ряд трудов Конюса (в том числе его концептуальный труд «Эмбриология и морфология музыкального организма», 1929) не опубликован.
У Георгия Конюса мальчиком, до поступления к Николаю Звереву, брал уроки фортепиано Александр Скрябин. Среди учеников Конюса Е.Бекман-Щербина, С.Василенко, А.Гедике, Р.Глиэр, А.Гольденвейзер, Н. Метнер, В. В. Пасхалов, Д.Рогаль-Левицкий, И. В. Способин, Б.Хайкин, П. Г. Чесноков, М.Блантер.

## Семья
- Сын (от первого брака с Марией Никандровной Конюс) — экономист Александр Александрович Конюс — был женат на враче-педиатре Эсфири Мироновне Зайдеман-Конюс (1896—1964), докторе медицинских наук, старшем научном сотруднике Государственного научного института охраны материнства и младенчества[3]; их племянник — актёр Александр Калягин[4][5]. Дочь Елена (2.7.1886)[6], ее крестный - Петр Григорьевич Марецкий, отец Веры Марецкой.

## Музыкально-теоретические сочинения
- Задачник по инструментовке. Ч.1-3. — М., 1906—1909.
- Границы метрических построений и каденция (1897—1917).
- Периоды музыкальной речи. Пособие к изучению их разновидностей (б.г.).
- Пособие к практическому изучению гармонии / составил Г. Конюс. — Изд. 2-е. — 1905 (ценз.): П. Юргенсон. — 84 с.
- Repertoire de morceaux de concert: transcrits pour alto (viola) avec piano: №№ 1-3 / transcr. par Jules Conus. - P. Jurgenson
- Repertoire de morceaux de concert: transcrits pour alto (viola) avec piano: №№ 4-6 / transcr. par Jules Conus. - P. Jurgenson
- Курс контрапункта строгого письма в ладах. — М., 1930.
- Критика традиционной теории в области музыкальной формы. — М., 1932.
- Как исследует форму музыкальных организмов метротектонический метод. — М., 1933.
- Научное обоснование музыкального синтаксиса (к изучению вопроса). — М., 1935.